# Мануель Васкес Монтальбан
Мануель Васкес Монтальбан (14 червня 1939 або 27 липня 1939 , Барселона  — 18 жовтня 2003 , Бангкок ) — іспанський поет, прозаїк, журналіст, есеїст, який прославився детективними романами.

## Життєпис
З родини діячів каталонського національного руху. Навчався в Барселонському університеті, в Школі друку Барселони. Вступив до підпільної Об'єднаної соціалістичної партії Каталонії. У 1962 році засуджений до трьох років в'язниці за участь в антифранкістському русі, зокрема, у страйку шахтарів; відбував термін у Лериді. Після повернення з в'язниці активно брав участь в журнальному житті. Дебютував як поет (1967) в групі «Дев'ять новітніх іспанських поетів». Романом «Я вбив Кеннеді» (1972) почав цикл романів про детектива Пепе Карвальо, які мали великий читацький успіх і стали основою декількох телесеріалів.
Помер від серцевого нападу в аеропорту Бангкока.

## Романи
- Згадуючи Дарде / Recordando a Dardé (1969)
- Я вбив Кеннеді / Yo maté a Kennedy (1972)
- Татуювання / Tatuaje (1974)
- Марксистські питання / Cuestiones marxistas (1974)
- Самотність менеджера / La soledad del manager (1977)
- Південні моря / Los mares del sur (1979, премія «Планета», Міжнародна премія з детективної літератури)
- Вбивство в Центральному комітеті / Asesinato en el Comité Central (1981)
- Бангкоківські птахи / Los pájaros de Bangkok (1983)
- Олександрійська троянда / La rosa de Alejandría (1984)
- Піаніст / El pianista (1985)
- Спа-центр / El balneario (1986)
- Веселі хлопці Атзавари / Los alegres muchachos de Atzavara (1987)
- Центрфорварда було вбито, коли стемніло / El delantero centro fue asesinado al atardecer (1989)
- Галіндес / Galíndez (1990, Національна і Європейська літературні премії)
- Грецький лабіринт / El laberinto griego (1991)
- Автобіографія генерала Франко / Autobiografía del general Franco (1992, Міжнародна літературна премія Енніо Флайяно)
- Олімпійський саботаж / Sabotaje olímpico (1993)
- Маленький брат / El hermano pequeño (1994)
- Дросель / El estrangulador (1995, Премія іспанської критики)
- Приз / El Premio (1996)
- Квінтет Буенос-Айреса / Quinteto de Buenos Aires (1997)
- Або Цезар, або нічого / O César o nada (1998)
- Людина мого життя / El hombre de mi vida (2000)
- Ерек і Енід / Erec y Enide (2002)
- Карвальо тисячоліття / Milenio Carvalho (2004)

## Визнання
Національна літературна премія за сукупність літературних досягнень (1995). Премія Грінцане Кавур (2000).

## Цікаві факти
Італійський письменник Андреа Каміллері назвав свого наскрізного головного героя, інспектора Сальво Монтальбано на честь улюбленого іспанського письменника.